# Jozef Fogel
Jozef Fogel, též Josef Fogel (13. ledna 1923 – 30. března 2011), byl slovenský a československý politik Komunistické strany Slovenska a poúnorový poslanec Národního shromáždění ČSR a Národního shromáždění ČSSR.

## Biografie
Ve volbách roku 1954 byl zvolen do Národního shromáždění za KSS ve volebním obvodu Košice-město I. Mandát obhájil ve volbách v roce 1960, jako poslanec národního shromáždění ČSSR za Východoslovenský kraj. V Národním shromáždění zasedal až do konce jeho funkčního období, tedy do voleb v roce 1964.
K roku 1954 se profesně uvádí jako důstojník ČSLA. Před svou smrtí bydlel v Bratislavě. Angažoval se v organizaci Zväz vojakov Slovenskej republiky.